# Olga Pereťatko
Olga Alexandrovna Pereťaťko rusky Ольга Александровна Перетятько, Olga Alexandrovna Pereťaťko, česky Olga Pereťaťková, umělecké jméno Peretyatko (21. května 1980, Petrohrad (tehdy Leningrad), Sovětský svaz, dnes Rusko) je ruská operní pěvkyně – sopranistka.
Po svém sňatku s italským dirigentem Michelem Mariottim používala pěvkyně umělecké jméno Olga Peretyatko-Mariotti. Manželství však bylo v roce 2018 rozvedeno.

## Profesní kariéra
Se zpěvem začínala v dětském sboru Mariinského divadla v rodném Leningradě. Studia operního zpěvu ukončila na berlínské Vysoké škole Hannse Eislera (Hochschule für Musik „Hanns Eisler“) u Brendy Mitchellové. V Berlíně také debutovala v roli Královny noci v opeře Kouzelná flétna od Wolfganga Amadea Mozarta. Usadila se v Německu a stala se členkou souboru opery v Hamburku (Hamburgische Staatsoper).
V roce 2003 získala cenu na mezinárodní soutěži pro operní pěvce (Ferruccio Tagliavini International Competition). V roce 2007 obdržela 2. cenu na budapešťské pěvecké soutěži OPERALIA - World Opera Competition, založené slavným tenoristou Plácidem Domingem. Následně se objevila jako komorná Zuzanka v Mozartově Figarově svatbě na scénách Théâtre des Champs-Élysées v Paříži a Semperoper v Drážďanech, jako Blonda v další Mozartově komické opeře Únos ze serailu (v nastudování mnichovské Bavorské státní opery) a jako Anne Trulove ve Stravinského Životu prostopášníka. V rámci věhlasného operního festivalu pořádaného v italském Pesaru na počest Gioacchina Rossiniho ztvárnila postavu Corinny v korunovační opeře Cesta do Remeše společně s orchestrem a sborem Accademia Rossiniana. Do Pesara se vrátila s rolí Giulie v komické opeře La scala di seta. Poté byla Desdemonou v opeře Giuseppe Verdiho Othello a účinkovala v hlavní roli při nahrávce Rossiniho Jezerní paní (La donna del lago) pod taktovkou Alberta Zeddy.
V červnu 2009 poprvé vystoupila v Teatro Comunale v italské Bologni jako Gilda ve Verdiho opeře Rigoletto. Následně debutovala v torontské Kanadské opeře (Canadian Opera) jako titulní postava ve Stravinského Slavíkovi. Tato inscenace byla za účasti Olgy Pereťaťko uvedena také na mezinárodním festivalu ve francouzském městě Aix-en-Provence (Festival international d'art lyrique d'Aix-en-Provence) v roce 2010.
Pěvkyně má za sebou také úspěšná prestižní vystoupení na Metropolitní opeře v New Yorku, mj. jako Elvíra v opeře Puritáni od Vincenza Belliniho v dubnu a květnu 2014 (poslední představení bylo 10. května 2014). Kromě toho absolvovala v roce 2014 řadu koncertů po celém světě, např. v německém lázeňském městě Baden-Baden společně s venezuelskou pianistkou Gabrielou Montero a symfonickým orchestrem. V sezóně 2015-2016 vystupuje Pereťatko opět na Metropolitní opeře v New Yorku, a sice jako Gilda ve Verdiho opeře Rigoletto.
Pereťaťko natočila několik CD. V současné době má smlouvu se společností Sony Classical.

## Soukromý život
Olga Pereťaťko byla jednou vdaná. Jejím manželem byl italský dirigent Michele Mariotti, se kterým se seznámila na rossiniovském festivalu v Pesaru. Svatba se konala tamtéž v Palazzo Gradari 25. srpna 2012. Manželství bylo v roce 2018 rozvedeno.

## Diskografie
- Meyerbeer: Semiramide (Tamiri), Naxos, Catalogue No: 8.660205-06
- Rossini: La donna del lago (Albina), Naxos
- Rossini: Otello (Desdemona) – DECCA
- La bellezza del canto (Sony Classical, 2011)
- Arabesque (Sony Classical, 2013)